# Резія
Резія (італ. Resia) — муніципалітет в Італії, у регіоні Фріулі-Венеція-Джулія,  провінція Удіне.
Резія розташована на відстані близько 510 км на північ від Рима, 95 км на північний захід від Трієста, 36 км на північ від Удіне.
Населення — 1048 осіб (2014).
Щорічний фестиваль відбувається 15 серпня. Покровитель — святий Петро.

## Демографія
Населення за роками:

Станом на 1 січня 2023 року в муніципалітеті офіційно проживало 10 іноземців з 6 країн, серед них 2 громадяни країн Євросоюзу та 1 громадянин України.

## Сусідні муніципалітети
- Капоретто
- Кьюзафорте
- Лузевера
- Плеццо
- Резьютта
- Венцоне